# Sitticus relictarius
Sitticus relictarius är en spindelart som beskrevs av Dmitri Viktorovich Logunov 1998. Sitticus relictarius ingår i släktet Sitticus och familjen hoppspindlar. Inga underarter finns listade i Catalogue of Life.